# Plectocephalus varians
Plectocephalus varians là một loài thực vật có hoa trong họ Cúc. Loài này được (A.Rich.) miêu tả khoa học đầu tiên năm 1966.